# Oryx beisa callotis
Oryx beisa callotis (Oryx beisa callotis) är en underart till den östafrikanska oryxen. Den beskrevs först av Oldfield Thomas 1892 som en enskild art,  men har sedan dess omvärderats som en underart till den östafrikanska oryxen. Den återfinns i Kenya och Tanzania. Klassas som sårbar.